# قصبة سيدي عبد الله بن مبارك
قصبة سيدي عبد الله بن امبارك هي جماعة قروية في إقليم طاطا بجهة سوس ماسة جنوب المغرب، وهي تضم 6196 نسمة موزعين على 1146 أُسرة حسب الإحصاء العام للسكان والسكنى لسنة 2014.

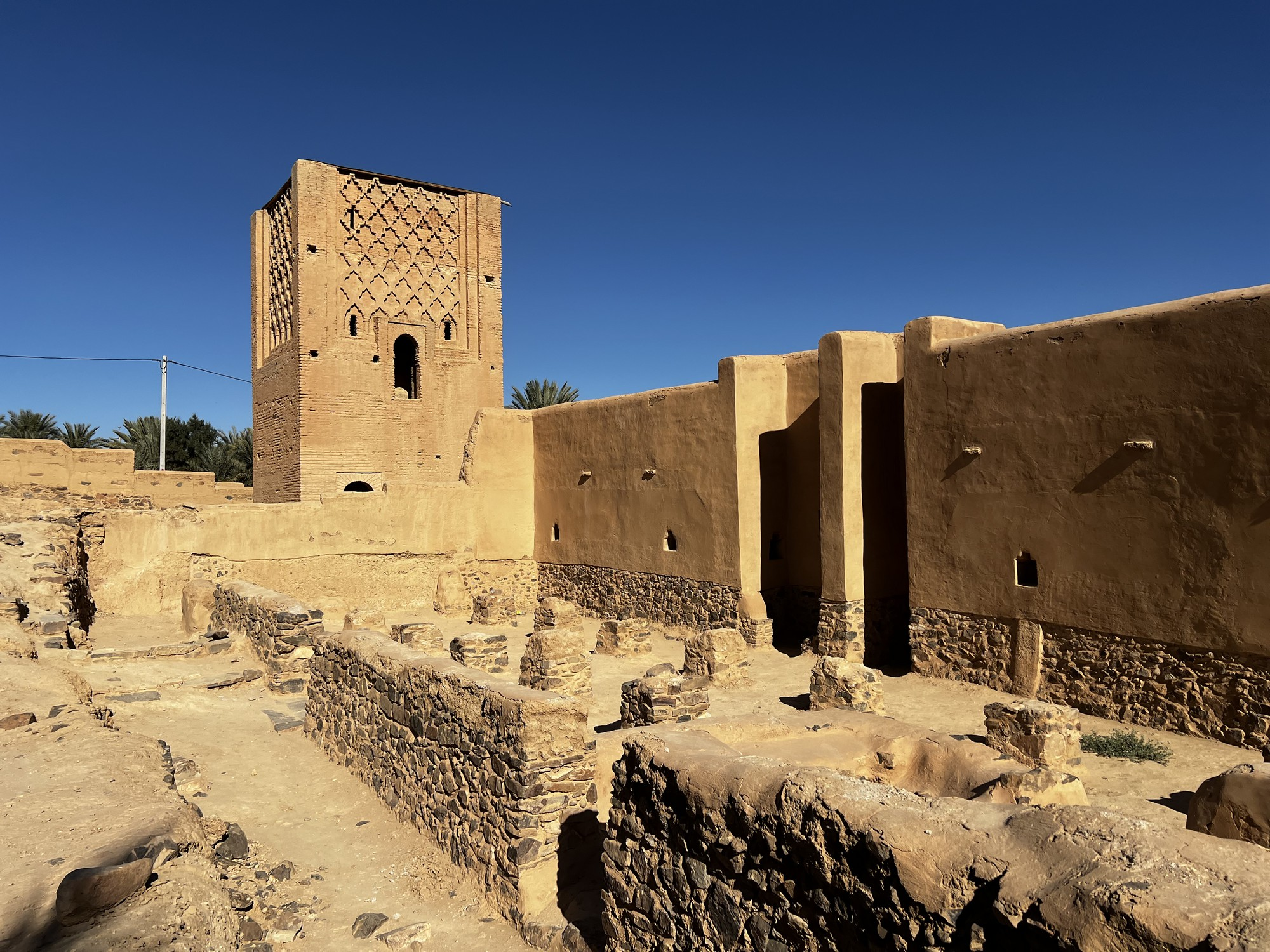
صومعة أكادير أمغار

## المآثر التاريخية
- صومعة مسجد «أكادير أمغار» المعروفة أيضا بصومعة مسجد «للا بيت الله» تعتبر من المآثر التاريخية العريقة والنواة الأولي لاستقرار ساكنة أقا منذ عهد السعديين.[3]

## الاقتصاد
يعتمد معظم سكان جماعة قصبة سيدي عبد الله بن مبارك على الفلاحة، خصوصا تسويق التمور، وتنشط بالمنطقة مجموعة من التعاونيات الفلاحية المتخصصة في تسويق التمور.

## النقل والمواصلات
يمكن الوصول لمختلف الدواوير التابعة لجماعة سيدي عبد الله بن مبارك، انطلاقا من مدينة أقا، عبر سيارات الأجرة الكبيرة.